# Єльцовська сільська рада (Шипуновський район)
Єльцо́вська сільська рада (рос. Ельцовский сельский совет) — сільське поселення у складі Шипуновського району Алтайського краю Росії.
Адміністративний центр — село Єльцовка.

## Історія
2011 року ліквідована Кузнечихинська сільська рада (село Кузнечиха, селища Качусово), територія увійшла до складу Єльцовської сільської ради.

## Населення
Населення — 1124 особи (2019; 1411 в 2010, 1759 у 2002).

## Склад
До складу сільської ради входять:
| Населений пункт  | Населення, осіб (2002) | Населення, осіб (2010) |
| ---------------- | ---------------------- | ---------------------- |
| Естонія, село    | 171                    | 97                     |
| Єльцовка, село   | 776                    | 644                    |
| Качусово, селище | 229                    | 192                    |
| Кузнечиха, село  | 394                    | 350                    |
| Озерки, селище   | 189                    | 128                    |